# Oszterhueber Ferenc (1751–1835)
Oszterhueber Ferenc (Légrád, Zala vármegye, 1751. február 19. – Sümeg, Zala vármegye, 1835. március 28.) Zala vármegye alispánja, földbirtokos.

A nyírlaki Oszterhuber család címere

## Családja és származása
A tekintélyes Zala vármegyei nemesi származású Oszterhueber család sarja. Apja nemes Oszterhueber György (1718–1779), csáktornyai várkapitány, földbirtokos, anyja nyirlaki Tarányi Anna (1724–1788). Unokaöccse Oszterhueber Imre (1788-1857), táblabíró, 1815-től 1819-ig alszolgabíró, Zala vármegye másodaljegyzője, földbirtokos; egy másik unokaöccse, az előbbi unokatestvére, nyirlaki Tarányi-Oszterhuber József (1792–1869), Zala vármegye alispánja, táblabírája, a "Zalavármegyei Gazdasági Egyesület" alakítója.

## Élete
Fiatal korában a vármegye szolgálatába lépett; 1781. szeptember 24.-étől 1786. július 14.-éig Zala vármegye másodaljegyzőjéként tevékenykedett. 1786. július 14.-étől 1806. április 22.-éig a tapolcai járás főszolgabírája. 1806. július 3.-a és 1819. július 5.-e között pedig Zala vármegye másodalispánja volt. Jó barátja volt Kisfaludy Sándor (1772–1844) költőnek, aki neki unokaöcscse volt. Oszterhueber Ferenc hozta össze a költőt 1792-ben későbbi nejével Szegedy Rózával, akivel saját első felesége révén, Rosty Katalin révén szintén rokonságban volt.

## Házasságai és leszármazottja
Sümegen, 1788. július 27-én vette el az első feleségét, tengerliczi Gindly Julianna (1754.–Sümeg, 1794. február 23.) kisasszonyt. A hitvese korán hunyt el, és gyermeket nem hagyott maga után. Oszterhueber Ferencnek a második felesége az előkelő nemesi barkóczi Rosty családból való barkóczi Rosty Katalin (*Szentlőrinc, 1776. december 9.–†Sümeg, 1836. november 9.) volt, akinek a szülei idősebb barkóczi Rosty Lajos (1731–1780), földbirtokos, és nemes Bajáky Anna (1736–1787) voltak. Az apai nagyszülei barkóczi Rosty Miklós (†1739), huszárkapitány, kerületi táblai ülnök, földbirtokos és jakabházi Sallér Teréz (1684–1757) voltak. Az anyai nagyszülei bajáki Bajáky Mihály (1671-1734) vasi főszolgabíró, földbirtokos és niczki Niczky Mária (1698-1759) voltak. Oszterhueber Ferencné Rosty Katalinnak a fivére ifjabb barkóci Rosty Lajos (1769–1839) cs. kir. kapitány, úttörő a pezsgőkészítésben Magyarországban, zalai földbirtokos; leánytestvére Rosty Petronella (1770–1792), akinek a férje hertelendi és vindornyalaki Hertelendy György (1764–1831), Zala vármegye alispánja, táblabírája, földbirtokos volt. Oszterhueber Ferenc és Rosty Katalin házasságából egyetlenegy leány született:
- Oszterhueber Mária (*Sümeg, 1798. december 18.–†Sümeg, 1865. április 23.).[4][5] Férje: Scotti Bertalan (1782–†Sümeg, 1841. november 2.), cs. és kir. dzsidás őrnagy.[6]